# Blasiaceae
Blasiaceae es una familia de hepáticas con solo dos especies: Blasia pusilla (una especie circumboreal) y Cavicularia densa (originaria de Japón).  La familia tradicionalmente ha sido clasificado entre los Metzgeriales, pero la cladística molecular sugiere una colocación en   Marchantiopsida. Comprende 2 géneros con 5 especies descritas y de estas, solo 2 aceptadas.

## Taxonomía
La familia fue descrita por Hugo Erich Meyer von Klinggräff y publicado en Die Höheren Cryptogamen Preussens 14. 1858.

## Géneros
- Blasia
- Cavicularia